# 犬養健
犬養 健（いぬかい たける / いぬがい たけし、1896年（明治29年）7月28日 - 1960年（昭和35年）8月28日）は、日本の政治家、小説家。法務大臣（第2代・第3代）、衆議院議員（12期）。位階は正三位、勲等は勲一等。内閣総理大臣犬養毅の三男。

## 来歴・人物
学習院初等科、中等科、高等科を経て、東京帝国大学哲学科中退後、白樺派の作家として活動した後に政界入りした。1930年の第17回衆議院議員総選挙に立憲政友会公認で東京2区より立候補し初当選。
1941年にはゾルゲ事件への関与容疑で拘引、警察当局の取り調べを受け起訴されるが無罪となる。
第二次世界大戦中の1942年に翼賛選挙で当選し、1952年に吉田茂首相の引き立てにより法務大臣に就任するが、造船疑獄における自由党幹事長佐藤栄作の収賄容疑での逮捕許諾請求を含めた強制捜査に対し、吉田首相の意向を受けて、重要法案（防衛庁設置法、自衛隊法）の審議中であることを理由に1954年4月21日、指揮権を発動して逮捕の無期限延期と任意捜査に切り替えさせた。
指揮権発動の翌日に法務大臣を辞任したが、この指揮権発動によって犬養の政治生命は事実上絶たれることになった。議員として再選を果たしても、ついに閣僚となれることはなかった。佐藤は後に政治資金規正法で在宅起訴されたが、国連加盟恩赦で免訴となった。また、吉田首相への批判が強まり倒閣運動が激化、結局同年12月7日に内閣は総辞職を余儀なくされた。
作家としていくつかの佳品もあるが、造船疑獄における指揮権発動のために日本ペンクラブ加入を断られている。現在ではその文名を知る人は多くないが、義父の弟にあたる長与善郎や武者小路実篤の影響を受けて小説を書き、1923年に処女作品集『一つの時代』を刊行している。
精緻な心理描写と繊細な感じかたが評価され、のちに政治に転身してからも文士時代の知友との交際があった。俳優の上山草人が学生時代犬養家に寄宿していたことから知己であり、草人と妻の山川浦路、浦路の妹の上山珊瑚をモデルとした私小説『女優』も発表している。

## 年譜
- 1896年 - 東京市牛込区（現在の東京都新宿区）に犬養毅の三男として生まれる。
- 1930年 - 第17回衆議院議員総選挙に立憲政友会公認で東京2区より立候補し初当選（父・毅死後は岡山を選挙区とする）。
- 1931年 - 犬養内閣の内閣総理大臣秘書官に就任[3]。
- 1937年 - 第1次近衛内閣の逓信参与官に就任。
- 1939年 - 政友会の分裂に際し、金光庸夫や太田正孝とともに中立派に属する。
- 1941年 - ゾルゲ事件への関与容疑で拘引、警察当局の取り調べを受け起訴されるが無罪。
- 1942年 - 翼賛選挙に非推薦で当選。
- 1945年 - 日本進歩党の結成に参加、総務会長に就任。
- 1947年 - 公職追放。
- 1948年 - 追放解除。第5回民主党大会にて総裁に就任[4]。
- 1950年 - 自由党に入党。
- 1952年 - 第4次吉田内閣に法務大臣として初入閣。
- 1953年 - 第5次吉田内閣でも法相に留任。
- 1954年 - 造船疑獄で指揮権を発動、翌日法相を辞任。
- 1955年 - 保守合同（自由民主党結党）に参画。自由民主党顧問に就任。
- 1960年
  - 議員在職中の6月28日、死去した。64歳没。死没日をもって正五位勲三等から正三位勲一等に叙され、旭日大綬章を追贈された[5]。
  - 追悼演説は同年10月18日、衆議院本会議で河野密により行われた[6]。墓所は青山霊園。

## 日中和平工作
父である毅が清朝期の中国革命活動を支援し、孫文らと交流があったため健も幼い頃から中国の政治家らと深いかかわりを持っていた。五・一五事件で父が暗殺された後は、その遺志を継ぐべく、影佐禎昭や今井武夫らとともに、泥沼化する日中戦争期間中、和平工作に全力を注いだ。特に汪兆銘（汪精衛）を擁して、日本占領下の南京に汪の国民政府を設立させる活動に傾注した。このときの出来事を著書『揚子江は今も流れている』（中公文庫）に残している。

## 家族・親族
仲子夫人（長與稱吉次女）との間に1男1女をもうけた。長女・道子は評論家、長男・康彦は共同通信社の社長を務めた。康彦の後妻は大原総一郎の娘でテレビ演出家の大原れいこ（本名：麗子）。また、健が妾で芸妓の荻野昌子に生ませた非嫡出子が安藤和津（のち認知）なので、俳優の奥田瑛二は健の娘婿にあたる。孫は映画監督の安藤桃子と女優の安藤サクラがいる。

## 著作
- 『一つの時代』改造社、1923年6月。
- 『南国 他三篇』新潮社〈新進作家叢書 第38編〉、1924年7月。NDLJP:932973。
- 『家鴨の出世』春秋社、1926年12月。NDLJP:978233。
- 『南京六月祭』改造社、1929年4月。
- 『犬養健集』平凡社〈新進傑作小説全集 第1巻〉、1929年9月。
- 『国会選挙事始』犬養健、1934年8月。NDLJP:1268773 NDLJP:1270007。
  - 『国会選挙事始』（再版）犬養健、1934年10月。
- 周仏海『三民主義解説』 上巻、犬養健訳編、岩波書店〈岩波新書 41〉、1939年6月。
- 周仏海『三民主義解説』 下巻、犬養健訳編、岩波書店〈岩波新書 42〉、1939年12月。
- 『農地制度改革案に就て』戦後日本建設聯盟、1945年12月。
- 『揚子江は今も流れている』文藝春秋新社、1960年9月。
  - 『揚子江は今も流れている』中央公論社〈中公文庫〉、1984年2月。ISBN 9784122010994。Discover 21・電子出版、2022年8月
- 臼井吉見 編『犬養健・中河与一・片岡鉄兵・伊藤永之介・深田久弥・石坂洋次郎』筑摩書房〈日本短篇文学全集 第34巻〉、1969年11月。
- 『牧野信一・稲垣足穂・十一谷義三郎・犬養健・中河与一・今東光集』筑摩書房〈現代日本文学大系 62〉、1973年4月。
- 『追憶』犬養木堂記念館、2002年5月。